# 朱倫瀚

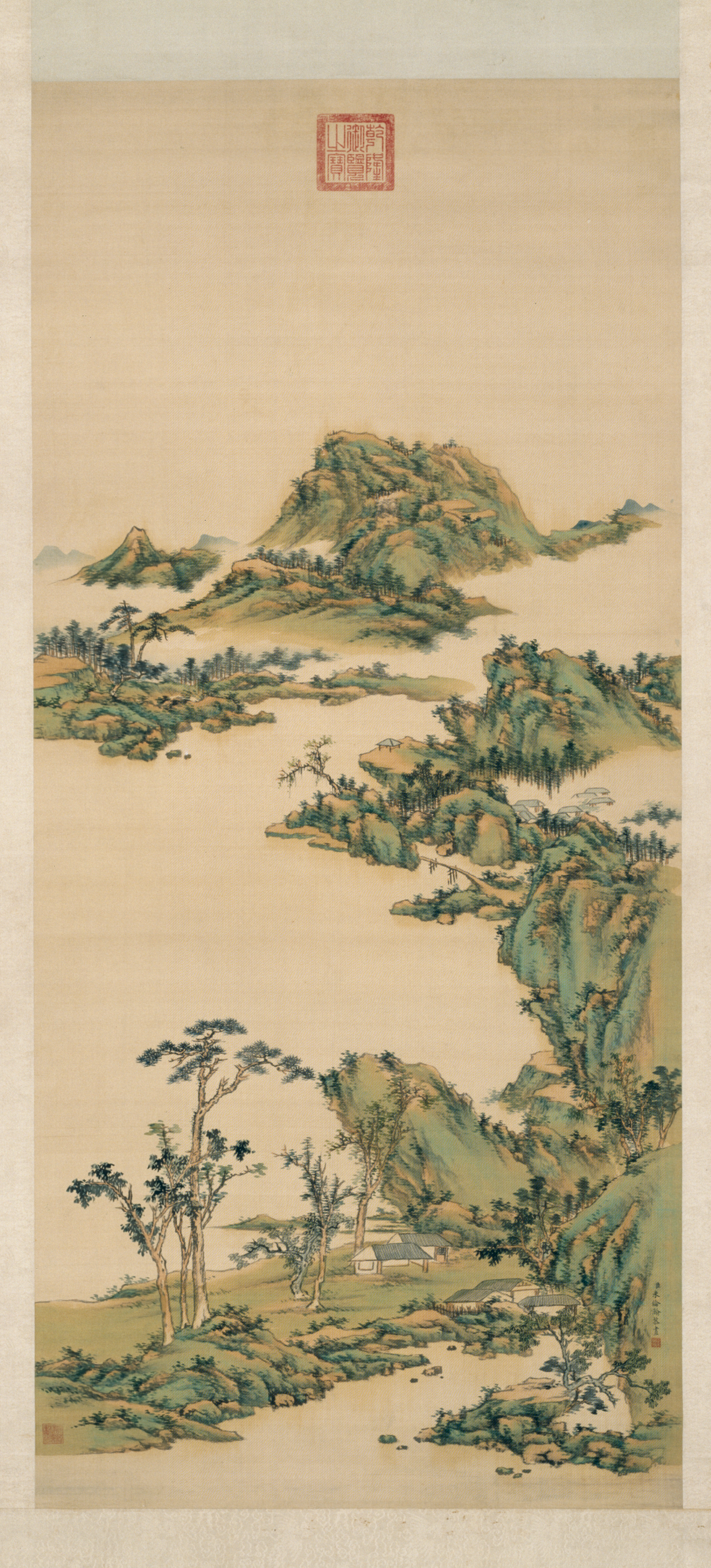
朱伦瀚《村树溪桥图》（北京故宫博物院藏）

朱伦瀚（1680年—1760年），字涵斋，又字亦轩，号一三。山东历城（今济南市历城区）人。明朝宗室後裔，隶汉军正红旗。清朝军事将领，画家，武进士出身。

## 生平
康熙五十一年（1712年）壬辰科武進士（时隶正红旗汉军第一参领第三佐领、一等轻车都尉吴鍈佐领下，载《钦定八旗通志：武进士》），選三等侍衛。改刑部郎中，外放浙江寧波府知府，歷衢州府知府。乾隆二年（1737年），署理湖北驛鹽道。乾隆五年（1740年），以御史用，任陝西道監察御史。改吏科給事中、戶科掌印給事中。乾隆十年（1745年）官正黃旗汉军副都统。乾隆十二年（1747年）任正黃旗漢軍副都統。曾任正红旗汉军第二叅领第五佐领（载《钦定八旗通志》）。

## 成就
朱伦瀚善作指画，深得其舅指画名家高其佩之法。朝鲜国王曾遣使以高价求画。兼工诗文。有《闲青堂诗集》。《晚晴簃诗汇》收其詩。《清史稿·艺术》有传。

## 家庭
- 舅镶黄旗汉军、指画名家高其佩。
- 子乾隆二十七年（1762年）举人、两淮盐运使朱孝純。

## 外部連結
- 朱倫瀚 （页面存档备份，存于） 中研院史語所
- 朱伦瀚[永久] 济南图书馆